# Solanum distichophyllum
Solanum distichophyllum är en potatisväxtart som beskrevs av Otto Sendtner. Solanum distichophyllum ingår i släktet skattor som ingår i familjen potatisväxter. Inga underarter finns listade i Catalogue of Life.